# Nuwerus
Nuwerus (deutsch: „Neue Rast“) ist eine Ortschaft im Distrikt West Coast in der südafrikanischen Provinz Western Cape. Sie befindet sich in einer gering besiedelten Region im Norden der Provinz.
Der Ortsname ist Afrikaans und bezeichnet eine Raststation an der durch karges Land nach Norden bzw. nach Süden führenden Fernstraße.

## Geographie und Geologie
Nuwerus befindet sich in der Landschaft Hardeveld, von der sich etwas weiter östlich die Knersvlakte erstreckt. Administrativ liegt der Ort im Territorium der Lokalgemeinde Matzikama. Die Umgebung des Ortes gehört geobotanisch zur Sukkulentenkaroo, eine der weltweit artenreichsten Regionen.
Nach geologischen Gesichtspunkten befindet sich der Ort und seine Umgebung am Rande der Namaqua-Section der Namaqua-Natal Metamorphic Province. Das ist eine geologische Großstruktur aus magmatischen und metamorphen Gesteinen, die im Verlaufe der Namaqua-Orogenese (etwa 1200 bis 1000 mya) entstanden.

## Bevölkerung
Der Ort hatte 2011 gemäß der Volkszählung 650 Einwohner in 193 Haushalten auf einer Fläche von 0,75 km². Darunter lebten 81,26 % Coloured, 9,83 % Weiße, 7,68 % Schwarze und 0,77 % Indischstämmige oder andere Asiaten sowie 0,46 % Weitere. Gesprochen wurde zu 96,39 % Afrikaans, 2,35 % Englisch und nur 1,26 % afrikanische Sprachen.

## Geschichte
Der Grund für die Entstehung dieser Ansiedlung war ein inzwischen stillgelegtes Kupferbergwerk in der Umgebung. Neben Bitterfontein und Rietpoort ist Nuwerus eine der drei wichtigsten Ansiedlungen im Hardeveld. Die Ortschaft entwickelte sich an einer alten Landstraße, die heute keine Bedeutung mehr besitzt und deren Verkehrsrichtungen durch die ortsnah vorbeiführende Nationalstraße übernommen wurden.

## Öffentliche Infrastruktur
Hier befindet sich die einzige weiterführende Schule (High School) der Region Hardeveld. In den anderen Orten, in Bitterfontein, Kliprand und Rietpoort, existieren nur Grundschulen. Zudem gibt es hier eine Einrichtung der medizinischen Versorgung. Teile des örtlichen Straßensystems sind unbefestigt.
Nuwerus wurde 1990 an das Trinkwasserversorgungsnetz von Bitterfontein angeschlossen, das mit einer Wasserentsalzungsanlage (Umkehrosmose-Technologie) betrieben wird. Das Grundwasser der weiteren Region hat einen hohen Salinitätsgrad. Im Ortszentrum befinden sich einige Geschäfte.

## Verkehr
Der Ort liegt an der Einmündung der von Lutzville, Uitkyk und Koekenaap heranführenden Regionalstraße R363 in die Nationalstraße N7. Auf der Strecke der N7 befindet sich Nuwerus zwischen den größeren Ortschaften Vanrhynsdorp (südöstlich) und Bitterfontein (etwa nördlich).

## Sehenswürdigkeiten
- Landschaft des Bioms Sukkulentenkaroo
- im ältesten Ortsbereich einige Bauten mit Architekturdetails im Viktorianischen Stil[9]
- Kirche der NGK